# Manifiesto del 10 de Octubre
El  Manifiesto de la Junta Revolucionaria de la Isla de Cuba, conocido como Manifiesto del 10 de octubre de 1868, fue un documento redactado por Carlos Manuel de Céspedes, el padre de la Patria cubana. Dado a conocer el 10 de octubre de 1868 en su finca La Demajagua durante lo que fue conocido como el Grito de Yara y que inició la Guerra de los Diez Años por la independencia de la entonces Cuba. 
En él quedaron plasmados los objetivos que perseguían los revolucionarios cubanos y que los llevaron a dar el paso de alzarse en armas contra la metrópoli colonial española, congregó a un grupo de comprometidos, y les dio la libertad a sus esclavos y leyó su proclama de independencia. Escribió así la primera hoja de la historia de la independencia cubana.

## Objetivos
Entre los principales objetivos que planteaba el documento resaltan el de lograr la independencia total de España y la gradual abolición de la esclavitud a cambio de una indemnización que se le otorgaría gradualmente a los terratenientes. El texto no deja duda alguna de los propósitos que se perseguían con la lucha. Céspedes dio aplicación práctica inmediata a la declaración al otorgarle la libertad a sus esclavos y hace un llamado para que todo aquel que quisiese se incorporara a la lucha en un plano de completa igualdad con los blancos.
- Datos: Q5693151